# Gabriela Moreira
Gabriela Moreira (19 de maio de 1985) é uma jornalista brasileira.
Atualmente, trabalha no Grupo Globo.

## Carreira
É formada em Jornalismo desde 2005, pela PUC-RJ.
Iniciou sua carreira na redação do jornal Extra, trabalhando nas editorias de Polícia, Cidades, Política, Saúde e Meio Ambiente. Ainda na editoria Geral, trabalhou na sucursal do Estadão, no Rio, e no jornal O Dia.
Também trabalhou como assessora de imprensa na Secretaria de Segurança do Rio de Janeiro, na gestão de José Mariano Beltrame. Teve passagens por outros veículos como O Globo, TVE, CBN e Rádio Globo.
Em 2012, recebeu convite para mudar de área e de veículo. Foi para a ESPN Brasil trabalhar como repórter esportiva. Ficou na emissora até 2019, cobrindo o dia a dia dos maiores clubes brasileiros, mas sobretudo, os bastidores do poder no futebol e seus problemas. 
Em 2019, aceita convite do Esporte da TV Globo e muda de emissora. Depois de 4 anos no Esporte, pede para mudar para o jornalismo geral da emissora. E desde outubro de 2023, está na Editoria Rio, onde faz reportagens sobre segurança pública, política e administração pública. 
Em 8 de março de 2019, estreia no Grupo Globo, no Redação SporTV, ao lado de Rodrigo Rodrigues, Tim Vickery e Xico Sá.
Algumas reportagens
Pela ESPN, fez reportagens de grande repercussão, como a revelação de que o Grêmio usou um espião para monitorar e descobrir os segredos de adversários na temporada de 2017, ano que venceu a Libertadores. 
Em parceria com o jornalista Lúcio de Castro, em 2013, revelou os bastidores do destombamento da marquise do Maracanã para reforma em véspera dos grandes eventos esportivos no Rio. Uma decisão que feriu os preceitos legais determinados pelo IPHAN.
Também em parceria com Lúcio de Castro, em 2012, revelou que a então presidente do Flamengo, Patrícia Amorim, que também era vereadora no Rio de Janeiro, usava o mandato na Câmara de Vereadores para empregar parentes e aliados do clube. Ao fim daquele ano, Patrícia acabou não se elegendo para o segundo mandato no Flamengo, nem para mais um mandato como vereadora. 
Em parceria com o jornalista Rodrigo Capelo, apurou em 2019 as irregularidades praticadas pela diretoria do Cruzeiro, determinantes para o rebaixamento do clube mineiro para a Segunda Divisão.
Em 2021, junto com o repórter Martín Fernandez, revelou as acusações de assédio sexual e moral que derrubaram Rogério Caboclo, na época presidente da Confederação Brasileira de Futebol.
Prêmios
Em 2007, a jornalista recebeu menção honrosa do Prêmio Esso e o Prêmio Tim Lopes, com a série de reportagens que detalha a fuga e trajetória de dois boxeadores cubanos durante os jogos Panamericanos do Rio.
Em 2012, com trabalho publicado no O Dia, recebeu o Prêmio Sociedade Interamericana de Imprensa (SIP), com a cobertura da ocupação da Rocinha.
Em 2018, recebeu o Prêmio Cidadania em Respeito à Diversidade, pela série “Futebol Fora do Armário”, publicada na ESPN. A série também foi indicada ao Prêmio Vladimir Herzog e ficou entre os quatro finalistas da premiação.

### Vida pessoal
É casada e tem um filho, chamado Dante.